# Bezirk Freistadt

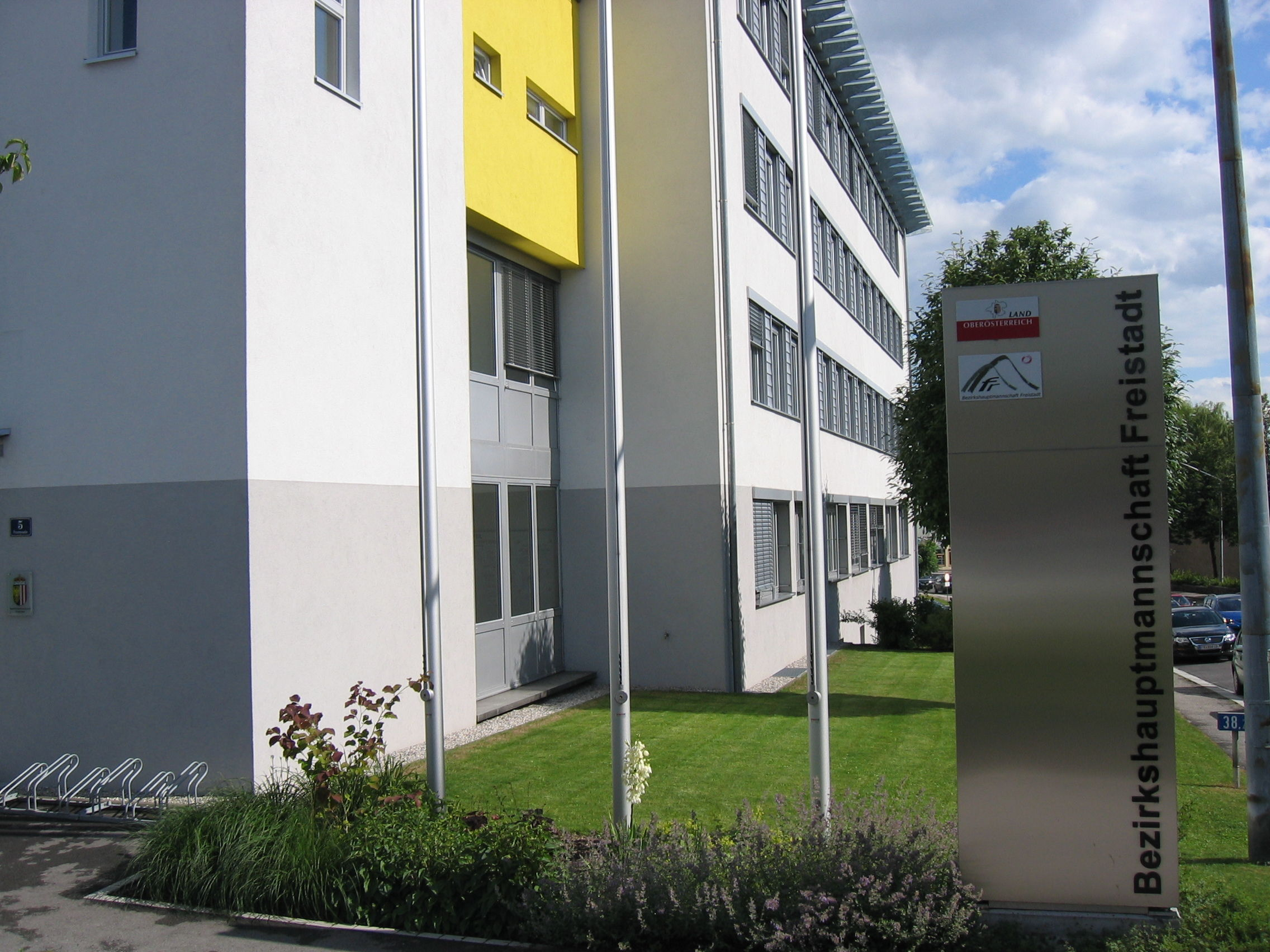
Bezirkshauptmannschaft Freistadt

Der Bezirk Freistadt ist ein politischer Bezirk des Landes Oberösterreich.
Er liegt nordöstlich von Linz und grenzt im Norden an Tschechien sowie im Osten an das Bundesland Niederösterreich. Im Süden grenzt er an den Bezirk Perg und im Westen an den Bezirk Urfahr-Umgebung. Gemäß der Vierteleinteilung Oberösterreichs gehört er mit drei anderen Bezirken zum Mühlviertel. Die Grenze zu Niederösterreich ist ein großes, kaum besiedeltes Waldgebiet, der Weinsberger Wald.

## Geschichte
Der Bezirk wurde im Jahr 1868 geschaffen. Im Jahr 1903 wurde der Gerichtsbezirk Leonfelden an den neu geschaffenen Bezirk Urfahr-Umgebung abgetreten. Als Ersatz kam der Gerichtsbezirk Pregarten vom Bezirk Perg hinzu. Zwischen 1938 und 1960 war der Gerichtsbezirk Leonfelden wiederum Teil des Bezirks.

## Angehörige Gemeinden

Gemeinden des Bezirks Freistadt

Der Bezirk Freistadt hat eine Fläche von 993,96 km² und umfasst 27 Gemeinden, darunter zwei Städte und 17 Marktgemeinden. Die angegebenen Einwohnerzahlen sind vom 1. Jänner 2024.
| Gemeinde                   | Lage | Ew    | km²   | Ew / km² | Gerichtsbezirk | Region | Typ             | Foto | Metadaten         |
| -------------------------- | ---- | ----- | ----- | -------- | -------------- | ------ | --------------- | ---- | ----------------- |
| Bad Zell                   |      | 2.969 | 45,49 | 65       | Perg           |        | Markt- gemeinde | ja   | Gem.Kennz.: 40627 |
| Freistadt                  |      | 8.187 | 12,88 | 636      | Freistadt      |        | Stadt- gemeinde | ja   | Gem.Kennz.: 40601 |
| Grünbach                   |      | 1.866 | 36,05 | 52       | Freistadt      |        | Gemeinde        | ja   | Gem.Kennz.: 40602 |
| Gutau                      |      | 2.765 | 45,44 | 61       | Freistadt      |        | Markt- gemeinde | ja   | Gem.Kennz.: 40603 |
| Hagenberg im Mühlkreis     |      | 3.024 | 15,06 | 201      | Freistadt      |        | Markt- gemeinde | ja   | Gem.Kennz.: 40604 |
| Hirschbach im Mühlkreis    |      | 1.224 | 23,67 | 52       | Freistadt      |        | Gemeinde        | ja   | Gem.Kennz.: 40605 |
| Kaltenberg                 |      | 590   | 17,15 | 34       | Freistadt      |        | Gemeinde        | ja   | Gem.Kennz.: 40606 |
| Kefermarkt                 |      | 2.200 | 27,83 | 79       | Freistadt      |        | Markt- gemeinde | ja   | Gem.Kennz.: 40607 |
| Königswiesen               |      | 3.070 | 73,41 | 42       | Perg           |        | Markt- gemeinde | ja   | Gem.Kennz.: 40608 |
| Lasberg                    |      | 2.902 | 43,80 | 66       | Freistadt      |        | Markt- gemeinde | ja   | Gem.Kennz.: 40609 |
| Leopoldschlag              |      | 986   | 25,68 | 38       | Freistadt      |        | Markt- gemeinde | ja   | Gem.Kennz.: 40610 |
| Liebenau                   |      | 1.595 | 76,26 | 21       | Freistadt      |        | Markt- gemeinde | ja   | Gem.Kennz.: 40611 |
| Neumarkt im Mühlkreis      |      | 3.241 | 46,71 | 69       | Freistadt      |        | Markt- gemeinde | ja   | Gem.Kennz.: 40612 |
| Pierbach                   |      | 1.023 | 22,70 | 45       | Perg           |        | Gemeinde        | ja   | Gem.Kennz.: 40613 |
| Pregarten                  |      | 5.567 | 27,80 | 200      | Freistadt      |        | Stadt- gemeinde | ja   | Gem.Kennz.: 40614 |
| Rainbach im Mühlkreis      |      | 3.073 | 49,10 | 63       | Freistadt      |        | Markt- gemeinde | ja   | Gem.Kennz.: 40615 |
| Sandl                      |      | 1.401 | 58,35 | 24       | Freistadt      |        | Gemeinde        | ja   | Gem.Kennz.: 40616 |
| St. Leonhard bei Freistadt |      | 1.339 | 34,99 | 38       | Freistadt      |        | Markt- gemeinde | ja   | Gem.Kennz.: 40617 |
| St. Oswald bei Freistadt   |      | 3.047 | 40,95 | 74       | Freistadt      |        | Markt- gemeinde | ja   | Gem.Kennz.: 40618 |
| Schönau im Mühlkreis       |      | 1.998 | 38,53 | 52       | Perg           |        | Gemeinde        | ja   | Gem.Kennz.: 40619 |
| Tragwein                   |      | 3.146 | 39,48 | 80       | Perg           |        | Markt- gemeinde | ja   | Gem.Kennz.: 40620 |
| Unterweißenbach            |      | 2.168 | 48,69 | 45       | Freistadt      |        | Markt- gemeinde | ja   | Gem.Kennz.: 40621 |
| Unterweitersdorf           |      | 2.212 | 11,41 | 194      | Freistadt      |        | Gemeinde        | ja   | Gem.Kennz.: 40622 |
| Waldburg                   |      | 1.453 | 26,58 | 55       | Freistadt      |        | Gemeinde        | ja   | Gem.Kennz.: 40623 |
| Wartberg ob der Aist       |      | 4.505 | 19,40 | 232      | Freistadt      |        | Markt- gemeinde | ja   | Gem.Kennz.: 40624 |
| Weitersfelden              |      | 1.029 | 43,70 | 24       | Freistadt      |        | Markt- gemeinde | ja   | Gem.Kennz.: 40625 |
| Windhaag bei Freistadt     |      | 1.597 | 42,85 | 37       | Freistadt      |        | Markt- gemeinde | ja   | Gem.Kennz.: 40626 |

## Mittelpunkt
Der Flächenschwerpunkt des Bezirkes Freistadt liegt in der Katastralgemeinde Erdmannsdorf, Gemeinde Gutau (⊙).